# Lucrécia
Lucrécia is een gemeente in de Braziliaanse deelstaat Rio Grande do Norte. De gemeente telt 3.550 inwoners (schatting 2009).